# 제2차 왕자의 난
제2차 왕자의 난은 1400년 태조 이성계의 아들 이방원과 이방간이 세자 자리를 두고 싸운 것으로 제1차 왕자의 난과 구별하기 위해 제2차 왕자의 난 또는 제2왕자의 난, 방간의 난, 박포의 난 등으로 불린다.

## 원인
제1차 왕자의 난 정안대군(이방원)은 실권을 가지게 되었고 세자 자리를 노리고 있었다. 그러나 회안대군(이방간) 또한 세자 자리를 탐내고 있었고 결국 제2차 왕자의 난이 벌어지게 되었다.

## 배경
태조 이성계가 제1차 왕자의 난의 충격으로 왕위를 정종에게 내주고 떠난 뒤 정종은 도읍을 다시 개경으로 옮겼다. 태조의 4남이자 이방원의 형 이방간은 왕위 계승에 대한 야심과 호기(豪氣)가 있었으나, 인격·공훈·위세가 방원에 미치지 못하여 항상 시기하며 의심하고, 불안한 가운데 있었다.
한편 지중추(知中樞) 박포는 제1차 왕자의 난 때, 정도전 등이 이방원을 제거하려 한다고 밀고하는 등 방원을 도와 난을 성공적으로 수습하는 데 공이 많았음에도 불구하고 그 상작(賞爵)이 높지 못한 데 불만을 품고 있었다.
이런 와중에 이방간이 왕위를 넘보기 시작했고, 뒤이어 박포까지 돕기로 하자 이방간은 군사를 일으켰다.

## 경과
이방원도 따라 동원하여 개경 선죽교에서 두 병력이 대치하여 전투를 시작했다. 방간의 군대는 사조지에 군사를 멈추고 보졸 40명은 마정동 안에, 기병 20명은 전목 동구에서 나와 전투를 벌였고 그 과정에서 방원의 휘하 목인해가 얼굴에 화살을 맞고 김법생도 화살에 맞아 전사하였다.
이에 방원은 하륜을 시켜 교서를 지은 뒤 군전에 가게 해 상당후 이저와 이화, 이맹종(의령군) 등 방원 휘하의 군사들이 모두 투입되어 방간의 조아 이성기가 이숙번의 활에 맞아 죽고 서익, 마천목, 이유 등도 선봉에 서서 방간의 군사를 추격해 승패는 결정되었다.
전국(戰局)은 방간의 군대에게 불리하여 패주하게 되니, 이방원의 병력은 이방간의 병력을 무찔렀으며 이방간은 묘련 북동으로 달아나다가 탄현문 근처에서 소근, 고신부, 이광득, 권희달에게 추격당해 붙들리고 만다.
거병 작란(擧兵作亂)하여 동기(同氣)를 모해했다는 죄명으로 이방간은 토산으로 유배되었고 박포는 죽주(지금의 충청북도, 영동)로 유배되었다가 처형되었다.

## 결과
이 전투의 승리로 이방원은 기반을 더욱 단단히 다졌으며, 아울러 이방원의 왕위 계승을 촉진시키는 결과를 가져왔다.
결국 정종은 하륜(河崙) 등의 주청으로 상왕 태조의 허락을 얻어 그해(1400년) 음력 2월 이방원을 왕세자로 삼은 뒤 같은 해 음력 11월에 그에게 왕위를 넘겨주었는데, 그가 바로 제3대 태종이다.

## 같이 보기:)
- 왕자의 난
- 제1차 왕자의 난